# Уст-Џегута
Уст-Џегута (рус. Усть-Джегута) град је у Русији у Карачајево-Черкезији.

## Становништво
| 1939. | 1959.  | 1970.  | 1979.  | 1989.  | 2002.  | 2010.  |
| ----- | ------ | ------ | ------ | ------ | ------ | ------ |
| 6.398 | 11.490 | 16.670 | 19.231 | 29.225 | 32.903 | 30.566 |